# Campionato di calcio della Repubblica Socialista Sovietica d'Estonia 1990
Il Campionato di calcio della Repubblica Socialista Sovietica d'Estonia 1990 era la massima divisione del campionato estone ed era un campionato regionale sovietico. Il campionato era formato da dodici squadre e il TVMK Tallinn vinse il titolo, il primo della sua storia.

## Classifica finale
| Pos | Club                       | G  | V  | N | P  | GF | GS | Punti |
| --- | -------------------------- | -- | -- | - | -- | -- | -- | ----- |
| 1   | TVMK Tallinn               | 22 | 16 | 5 | 1  | 63 | 19 | 37    |
| 2   | Norma Tallinn              | 22 | 16 | 3 | 3  | 68 | 34 | 35    |
| 3   | Keemik Kohtla-Järve        | 22 | 16 | 3 | 3  | 49 | 20 | 35    |
| 4   | Estonia Jõhvi Kohtla-Järve | 22 | 15 | 4 | 3  | 57 | 16 | 34    |
| 5   | Kalakombinaat/MEK Pärnu    | 22 | 8  | 6 | 8  | 39 | 46 | 22    |
| 6   | VFK Viljandi               | 22 | 6  | 7 | 9  | 36 | 37 | 19    |
| 7   | Tempo Tallinn              | 22 | 6  | 6 | 10 | 23 | 43 | 18    |
| 8   | Dvigatel Tallinn           | 22 | 5  | 6 | 11 | 30 | 37 | 16    |
| 9   | Baltika Narva              | 22 | 5  | 6 | 11 | 31 | 49 | 16    |
| 10  | Kalev Sillamäe             | 22 | 4  | 7 | 11 | 23 | 45 | 15    |
| 11  | KEK/Merkuur Tartu          | 22 | 5  | 2 | 15 | 30 | 54 | 12    |
| 12  | Flora Tallinn              | 22 | 1  | 3 | 18 | 25 | 74 | 5     |

G = Partite giocate; V = Vittorie; N = Nulle/Pareggi; P = Perse; GF = Goal fatti; GS = Goal subiti; DR = differenza reti; 

## Classifica marcatori
| Pos | Nome          | Club                | Gol |
| --- | ------------- | ------------------- | --- |
| 1   | Martin Reim   | Norma Tallinn       | 18  |
| 2   | S. Afanasjev  | Keemik Kohtla-Järve | 15  |
| 3   | A. Borovkov   | Baltika Narva       | 14  |
| 4   | Lembit Rajala | Norma Tallinn       | 12  |
| 4   | B. Rubanovits | Norma Tallinn       | 12  |